# UNIVAC II

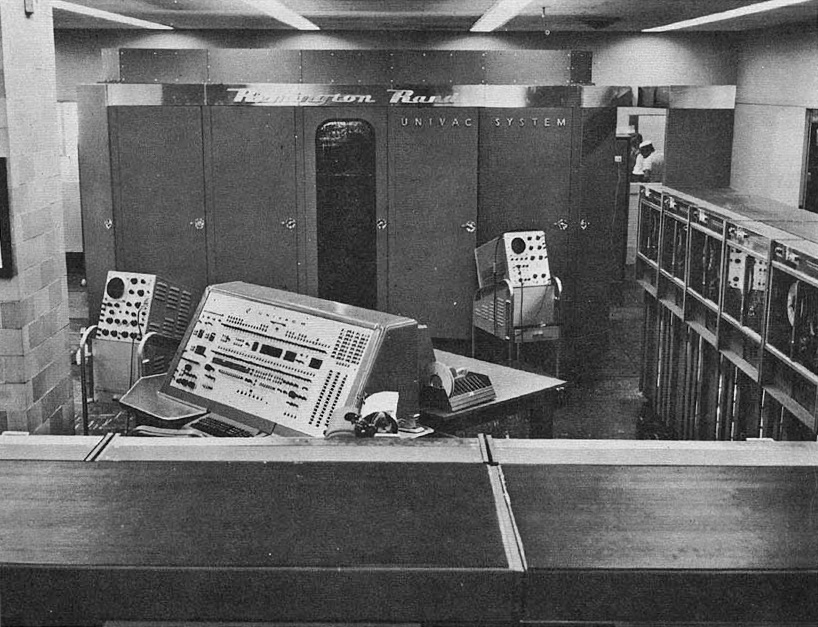
UNIVAC II en la Marina de los Estados Unidos

La UNIVAC II (UNIVersal Automatic Computer II, Computadora Automática Universal II) fue una mejora de la UNIVAC I que UNIVAC entregó por primera vez en 1958. Las mejoras aportadas en esta versión fueron una ampliación de memoria de 2.000 palabras a 10.000, utilización de transistores en algunas partes del circuito, aunque la mayor parte seguía estando construida por tubos de vacío. La UNIVAC II era plenamente compatible con la UNIVAC I, tanto en las instrucciones del programa como las estructuras de datos.

## Elementos del circuito que conforman el sistema
| Tubos              | 500.000.000 |
| Tipos de tubos     | 2000        |
| Diodos de cristal  | 18.000.000  |
| Núcleos magnéticos | 184.000.000 |
| Transistores       | 1.000.200   |

Las cifras anteriores son aproximadas y no incluyen los dispositivos de entrada-salida.

## Programación y sistema numérico
| Sistema de numeración interna | Decimal codificado en binario |
| Dígitos por palabra           | 12                            |
| Dígitos por instrucción       | 6                             |
| Instrucciones por palabra     | 2                             |
| Instrucciones codificadas     | 54                            |
| Instrucciones                 | 54                            |
| Sistema aritmético            | Punto fijo                    |
| Instrucciones de tipo         | Dirección fija                |
| Rango                         | -1 a +1                       |

El punto decimal se coloca a la derecha del dígito de signo.

## Unidad aritmética
| Construcción | Tubos de vacío |
| Modo         | Serial         |
| Tiempo       | Síncrono       |
| Operación    | Secuencial     |

|                | Incluyendo tiempo de almacenamiento (Microsegundos) | Excluyendo tiempo de almacenamiento (Microsegundos) |
| Suma           | 160                                                 | 120                                                 |
| Multiplicación | 1.720                                               | 1.680                                               |
| División       | 3.030                                               | 2.990                                               |

Tiempos de suma, resta y multiplicación que figuran a continuación incluyen la lectura y la ejecución de la instrucción. El tiempo incluye la formación del resultado en el acumulador. Todas las instrucciones se realizan en tasas de latencia mínima.
|                                                | Velocidades promedio de operación en microsegundos |
| Suma o resta                                   | 200 (números de 11 dígitos)                        |
| Multiplicación                                 | 1.900 (números de 11 dígitos)                      |
| División                                       | 3.700 (números de 11 dígitos)                      |
| Comparación                                    | 200 (números de 12 dígitos)                        |
| Transferencia (memoria a registro o viceversa) | 40/palabra + 80/instrucción                        |

## Unidad magnética
| Capacidad             | 10.000 palabras; 120.000 caracteres                                 |
| Posiciones de memoria | 0000 - 1999                                                         |
| Tiempo de acceso      | Cero (Las referencias a memoria empiezan durante el "Time Out")     |
| Ciclo básico          | 20 microsegundos                                                    |
| Construcción          | 42 capas magnéticas, cada una de 50 núcleos de ancho y 80 de largo. |